# 理智与情感
《理性與感性》（英語：Sense and Sensibility）是英國小說家简·奥斯丁小說作品，於1811年首次發表。

## 劇情大綱
故事主要是環繞兩個女主角的遭遇，達殊活（Dashwood）一家的兩姊妹，埃莉諾（Elinor）、瑪麗安（Marianne）性子截然不同，大姐愛蓮娜性格平穩，理性，穩重而不善於表達感情，恰恰代表了「理性」；反觀排行第二的瑪麗安，卻浪漫熱情而衝動，熱愛詩詞音樂，象徵「感性」。

### 離開諾蘭、邂逅愛德華
達斯伍太太跟她的三個女兒——埃莉諾、瑪麗安和瑪格麗特一直倚靠達斯伍先生的財產過活，然而，當達斯伍先生過世後，四人頓失經濟支柱。由於她們的家諾蘭（Norland）必須由他們的同父異母的兄長，約翰·達斯伍（John Dashwood）承繼，所以她們一家都要被掃地出門。約翰雖受父親所托照顧後母和妹妹們，但最後仍因他自私刻薄的妻子芬妮（Fanny Dashwood）勸說而打消念頭。結果四人在自己家裏反而不受歡迎，被迫出外尋找新居所。大約在這時候，諾蘭來了一位拜訪者，就是芬妮的兄弟，愛德華·費華士（Edward Ferrars），一個安靜和善而有風度的紳士，很快便博得長女埃莉諾的愛慕，然而，正當他們日夜滋長感情之際，母親和三姊妹卻不得不搬走了。況且費華士太太希望愛德華可娶一個有財有勢的小姐，所以埃莉諾也不敢奢望甚麼。

### 邂逅布蘭登上校和威洛比
達斯伍太太在遠房表親約翰·米德頓爵士(Sir John Middleton)的巴頓小屋找到了新的居所，搬家後，三姊妹忙於適應生活和結識朋友。在這群人中，有一位紳士最為出眾，那就是布蘭登上校（Colonel Brandon），一位年約三十五的男士，富有而沈穩博學，是米德頓爵士的老朋友。他顯得對二女兒瑪麗安相當感興趣，於是某些多管閒事之人，例如：米德頓爵士的岳母詹宁斯太太(Mrs. Jennings)，便開始胡亂猜測起來（瑪麗安自然很不高興），只是二人年齡差距大，瑪麗安又認為年紀像布蘭登上校這般大的人根本不會有愛情，所以不大願意接受他。相反在這時，瑪麗安有次在外跌傷了腳，並被一位名為威洛比（Mr. Willoughby）的先生救回。英俊瀟灑的韋勒比先生很獲得眾人的好感，而且和浪漫感性的瑪麗安迅速打得火熱。他從此每天到小屋拜訪，雖然身邊的人都沒有問，但二人親密程度已令大家以為他們秘密訂婚了。只是，事情才過了沒多久，威洛比卻忽然聲稱為倫敦的生意須離開一年，之後無故搬走，令瑪麗安傷透了心。

### 愛德華、布蘭登上校、威洛比的秘密
愛德華終於來到巴頓小屋探訪，但他看起來不開心，而且對埃莉諾極疏遠。埃莉諾很擔憂，幸好她對母親和妹妹們的責任感令她沒有沉溺在哀痛之中。在此不久，達斯伍一家更巧合認識了米德頓夫人的親戚，露西·斯特小姐（Lucy Steele），斯特小姐是屢主動接近埃莉諾，後來更刻意透露她和愛德華·費華士不但認識，而且更秘密訂婚多年。埃莉諾得知，明白愛德華當年年輕衝動才許下婚約，現又不願辜負諾言，才有如此的表現。仍心繫愛德華的埃莉諾失望又痛苦，但仍遏力抑制自己，強迫自己忘掉她深愛的人。
後來，達斯伍最大的兩個姊妹和斯特小姐跟隨詹寧斯太太到倫敦過冬，瑪麗安寄了很多信給威洛比先生但收不到回覆，終於相遇的時候卻發現他態度冷淡，並已戀上另一位富家小姐格雷小姐(Miss Grey)。瑪麗安被愛人拋棄，傷心欲絕更大病一場。埃莉諾閱覽過瑪麗安從威洛比手裡收穫歸還愛情信物和往昔信件的回信，瑪麗安向埃莉諾承認她和威洛比從未訂婚，她表現得好像他們是因為她知道她愛著威洛比，認為對方愛她。此時布蘭登上校登門拜訪埃莉諾，道出威洛比因為引誘了布蘭登上校的監護對象伊麗莎·威廉斯小姐發生性關係，導致伊麗莎懷孕後遭受拋棄，這讓威洛比的阿姨剝奪了威洛比的財產繼承權，而苦於巨額個人債務的威洛比則出於金錢考量選擇與出身富裕的蘇菲亞·格雷小姐（Sophia Grey）結婚。布蘭登還吐露被威洛比拋棄的（年輕）伊麗莎，其實是自己當年和初戀情人、兼身為布蘭登父親的受監護人和女繼承人（年長）伊麗莎所生的私生女兒。（年長）伊麗莎為了支撐家庭經濟，被迫與布蘭登的兄長締結了一段不幸且最終受醜聞和離婚終止的婚姻，當時的布蘭登正在國外參軍。布蘭登上校在父親和兄長去世後繼承了家族財產，返鄉後發現（年長）伊麗莎潦倒死去，於是決定負責撫養她年幼的女兒。布蘭登表示瑪麗安讓他強烈地想起了（年長）伊麗莎的真誠和甜蜜的衝動。布蘭登將年輕的伊麗莎帶到了鄉下，向埃麗諾透露了所有這些細節，希望瑪麗安在發現威洛比的真實性格後能得到一些安慰。
與此同時，露西和安妮（Anne Steele）抵達倫敦，被邀請住在約翰·達斯伍和范妮·達斯伍於倫敦的房子裡。露西將這個邀請視為對個人的讚美，但這實際上是對埃莉諾和瑪麗安的侮辱，他們作為家人，應該首先收到這樣的邀請。安妮在會談中說溜了露西與愛德華秘密訂婚的消息，結果露西和安妮姊妹倆被逐出門外。愛德華的母親獲知這樁消息勃然大怒，命令愛德華解除婚約，否則將被剝奪繼承權，愛德華仍然介意破壞婚約帶來的恥辱和顧及悔婚會對露西造成不好的影響，拒絕從命被被剝奪繼承權，改由愛德華的兄弟羅伯特繼承家產，但這項舉動贏得了埃麗諾和瑪麗安的同情。

### 埃莉諾、愛德華、瑪麗安、布蘭登上校結婚
詹宁斯太太偕同埃莉諾和瑪麗安前往鄉下，在返回德文郡家的途中，前往她丈夫位於克利夫蘭的莊園探望她的二女兒夏洛特·帕爾默夫人。此時的瑪麗安仍為威洛比拋棄她和格雷小姐結婚耿耿於懷，她在雨中散步時出現病症，被醫生診斷出罹患流行性斑疹傷寒且有生命危險。埃莉諾為此向母親致信解釋了瑪麗安病況的嚴重性，布蘭登上校也在獲知這項消息後，自願去將瑪麗安的母親帶往克利夫蘭陪伴她。晚間時分，威洛比抵達克利夫蘭和埃麗諾會面相談，威洛比吐露自己對瑪麗安的愛是真誠的，也在失去她後深陷痛苦，埃麗諾雖然為威洛比的境遇心生憐憫，但同時對威洛比論及威廉斯小姐和他自己的妻子時的冷酷態度感到厭惡。威洛比稱道，他的阿姨曾表示如果威洛比和威廉斯小姐結婚，她便會寬恕他，但是威洛比最終拒絕了阿姨的要求。
經過療養的瑪麗安順利康復，同時從埃莉諾的轉述獲悉威洛比來訪一事，她認清自己無法接受威洛比不道德、反覆無常和不體貼的作為，同時尊重埃莉諾對愛德華更加溫和的互動，決心效法她的勇氣和良好的判斷力，正式走出失戀的陰霾。後來，前來和姊妹倆會面的愛德華提及自己被剝奪繼承權一事，促使露西離他而去、轉向羅伯特投懷送抱，這件消息讓埃莉諾大喜過望。最終露西和羅伯特結婚後，由露西佔據關係主導權；愛德華和埃莉諾正式結為夫妻；瑪麗安和布蘭登上校結婚，更逐漸愛上了他。婚後的埃莉諾和愛德華居住在瑪麗安和布蘭登上校的隔壁，這兩對夫妻都過著幸福和睦的生活。
至於已為人夫的威洛比，則在聽聞瑪麗安和布蘭登上校結婚後，對失去瑪麗安懊悔不已，但是作品敘述者告訴讀者，不要認為威洛比從未幸福過，原因是威洛比寄情家裡飼養的馬匹與狗和遊獵活動，他的妻子也並非總是悶悶不樂，威洛比認為最符合他理想中的模範女性還是瑪麗安，對後者念念不忘，未再對其他女性動心。達什伍夫人在埃莉諾和瑪麗安出嫁後仍然住在鄉舍裡，故事尾聲更透露埃莉諾和瑪麗安的妹妹瑪格麗特成長至適合跳舞的年齡，同時也有了鍾情的對象。

## 主要角色

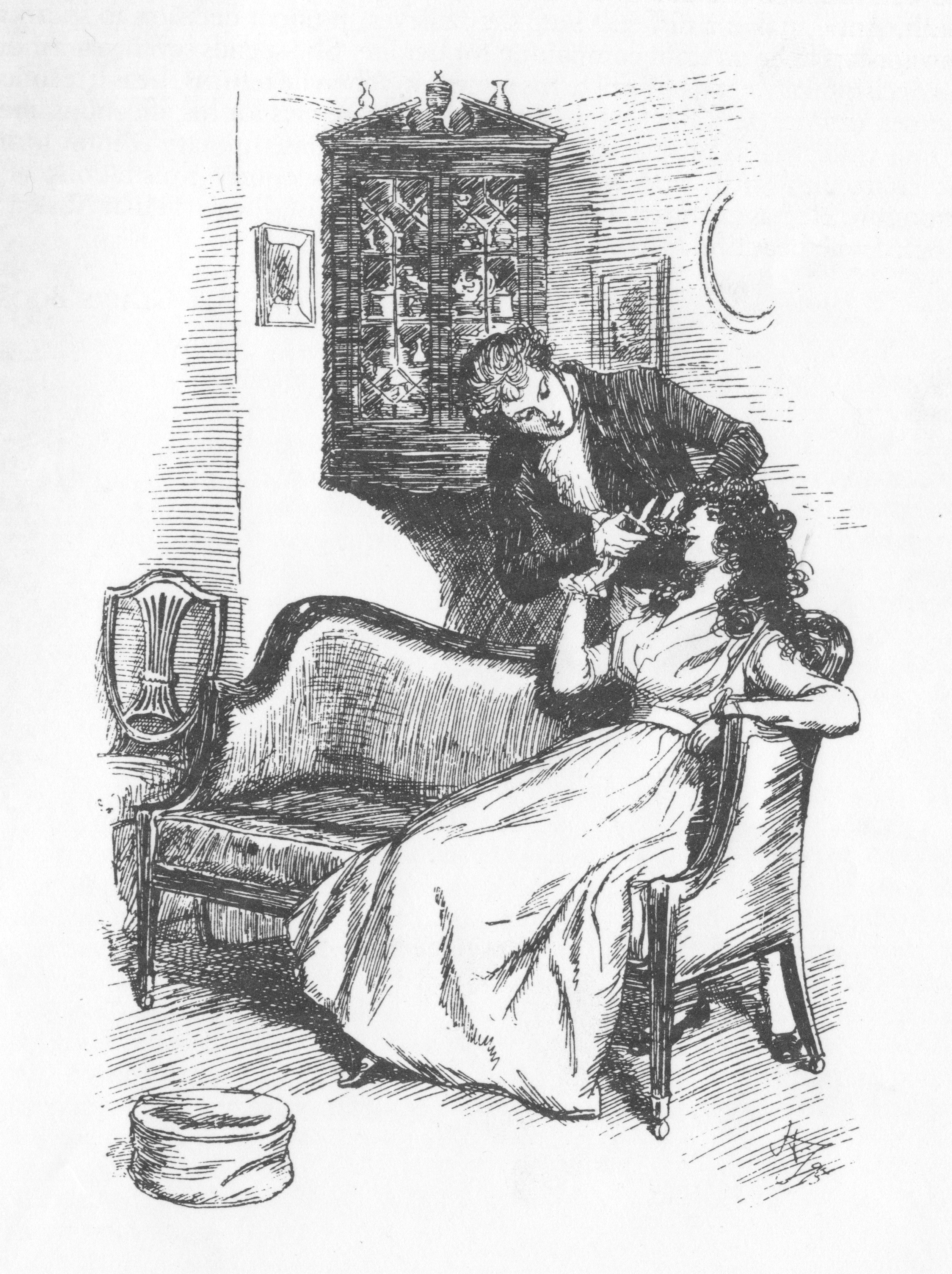

- 亨利·達斯伍（Henry Dashwood）—富有的紳士，故事最初即去世，未能給第二任妻子及3個女兒留下任何財產。他囑咐自己的繼承人、第一任妻子所生的兒子約翰照顧同父異母的妹妹。
- 達斯伍太太（Mrs. Dashwood）—亨利·達斯伍的第二任妻子。感情丰富易冲动。
- 埃莉諾·達斯伍（Elinor Dashwood）—達斯伍家长女，个性理性严谨。她爱上了愛德華·費華士，但是她总是優先为家人而不是考虑自己。後來正視自己的心意和愛德華結婚。
- 瑪麗安·達斯伍（Marianne Dashwood）—達斯伍家次女，热情外向，前期喜欢年轻英俊的威洛比先生，而不愿接受年长的布蘭登上校，後來被威洛比拋棄認清對方為人，和布蘭登上校結婚。
- 玛格丽特·達斯伍（Margaret Dashwood）—達斯伍家幼女，个性与玛丽安更接近些，但不见得那么聪明。
- 約翰·達斯伍（John Dashwood）—達斯伍家长子
- 芬妮·達斯伍（Fanny Dashwood）—約翰之妻，势利自私。也是愛德華·費華士的姐姐。
- 約翰·米德爾頓爵士（Sir John Middleton）—達斯伍太太的遠親，邀請達斯伍母女到自己產業裡的一幢小屋居住。他與岳母詹甯斯太太都熱心多話、喜歡亂點鴛鴦譜。
- 愛德華·費華士（Edward Ferrars）—芬妮·達斯伍的兄弟。爱上了同样温柔寡言的埃莉諾。很早之前他曾经向露西·斯特求过婚。後來被露西拋棄，和埃莉諾結婚。
- 布蘭登上校（Colonel Brandon）—米德尔顿爵士的好友。年轻时代曾爱上兄长的未婚妻伊麗莎，被送去远洋参军。后来伊麗莎因不幸的婚姻穷困潦倒而死。布蘭登上校收养了她的女儿伊麗莎。故事尾聲和瑪麗安結婚。
- 伊麗莎·威廉斯（小）Eliza Williams (Jr.) —布蘭登上校和初戀情人（大）伊麗莎所生的私生女兒，被威洛比引誘發生性關係懷孕後遭拋棄，由布蘭登上校安排到鄉間生活。
- 伊麗莎·威廉斯（大）Eliza Williams (Sr.) —布蘭登上校的初戀情人，（小）伊麗莎的母親。由於家庭因素被安排和布蘭登上校的兄長結婚，結果落得婚姻不幸和穷困潦倒逝世的結局。
- 約翰·威洛比（John Willoughby）—米德尔顿爵士的邻居之侄。聪明时髦，吸引了玛丽安，曾經讓布蘭登上校的女兒（小）伊麗莎懷孕並拋棄對方。後來為了財富利益和出身富家的蘇菲亞·格雷小姐結婚，但對玛丽安念念不忘。
- 露西·斯特（Lucy Steele）—詹甯斯太太的遠親。曾與愛德華·費華士短暫訂婚。很有心計。後來轉而接近愛德華的兄弟羅伯特。
- 安妮·「南西」·斯特（Anne "Nancy" Steele ）—詹甯斯太太的遠親，露西的姊妹，個性不若露西長袖善舞和聰敏。因為說漏愛德華和露西訂婚，導致愛德華被母親要求解除婚約。
- 蘇菲亞·格雷（Miss Sophia Grey）— 家境富有的小姐，後來成為威洛比的妻子。
- 哈里斯先生（Mr Harris）— 藥劑師，在瑪麗安因為染病待在克里夫蘭休養期間負責治療她。
- 普拉特先生（Mr Pratt）— 露西與安妮姊妹倆的叔叔，愛德華的家庭教師。
- 史密斯夫人（Mrs Smith）— 威洛比的阿姨，由於威洛比引誘並拋棄（小）伊麗莎一事，拒絕讓威洛比繼承家產。要求威洛比娶（小）伊麗莎作為寬恕條件但被拒絕。

## 评价
1795年，奥斯丁19岁时完成了本书初稿，当时命名为《愛蓮娜和瑪麗安》。这是她第一本长篇小说，主人公两姐妹不同的性格也许正是作者本人和她的姐姐卡桑德拉的写照。
奥斯丁的传记作者克莱尔·托马林（Claire Tomalin）认为，《理智与情感》主题表现得摇摆不定，因为奥斯丁在写作过程中对最终应该让理性还是感性获胜有些犹豫。她赋予了玛丽安一切吸引人的特质：聪颖、音乐天赋、坦诚，感情丰富；她笔下的威洛比尽管有种种缺点，但确实爱着玛丽安、欣赏玛丽安；因此不少读者认为玛丽安最终与布兰顿的婚姻并不是理想的结局。当然这个结局确实将理性和感性的主题体现得很好：理性的姐姐克服了种种障碍与她的真爱结合；感性的妹妹则以理性的选择为自己找到了归宿。
这本小说中展现了奥斯丁不露声色的讽刺才华，对米德尔顿、帕尔墨一家、詹宁斯太太等人的描写带有浓厚的喜剧色彩。

## 衍生作品
漫画
- 『薔薇の恋　百合の恋　～分別と多感～』 望月玲子、宙出版 ロマンスコミックス、2010年

影视
- 1971年，BBC影集
- 1981年，BBC影集
- 1995年，英國電影
- 2000年，印度電影（英语：Kandukondain Kandukondain）
- 2008年，BBC影集

## 惡搞
2009年，理性與感性與海怪(sense and sensibility sea monsters)